# Hybomitra aequetincta
Hybomitra aequetincta är en tvåvingeart som först beskrevs av Becker 1900.  Hybomitra aequetincta ingår i släktet Hybomitra och familjen bromsar. Inga underarter finns listade i Catalogue of Life.